# Bellucia grossularioides
Bellucia grossularioides là một loài thực vật có hoa trong họ Mua. Loài này được (L.) Triana mô tả khoa học đầu tiên năm 1871.